# Philoliche aethiopica
Philoliche aethiopica är en tvåvingeart som först beskrevs av Carl Peter Thunberg 1789.  Philoliche aethiopica ingår i släktet Philoliche och familjen bromsar. Inga underarter finns listade i Catalogue of Life.